# Rally de Ourense de 1974
El Rally de Ourense de 1974 fue la séptima edición y la octava cita de la temporada 1974 del Campeonato de España de Rally. Se celebró del 22 al 23 de junio.

## Itinerario
| Día   | Tramo | Nombre                  | Distancia | Hora  | Ganador             | Tiempo |
| ----- | ----- | ----------------------- | --------- | ----- | ------------------- | ------ |
| Día 1 | TC1   | Alto de Castro de Beiro | 6 km      | 16:15 | Marc Etchebers      | 03:58  |
| Día 1 | TC2   | Alto de Cenlle          | 4,7 km    | 16:55 | Marc Etchebers      | 03:23  |
| Día 1 | TC3   | Alto del Viñao          | 2,7 km    | 17:25 | Juan Carlos Pradera | 02:36  |
| Día 1 | TC4   | Outomuro-Villavidal     | 4,6 km    | 18:40 | Juan Carlos Pradera | 02:48  |
| Día 1 | TC5   | Bande-Lobera            | 7,6 km    | 19:20 | Marc Etchebers      | 05:26  |
| Día 1 | TC6   | Ganceiros-Parada        | 4,5 km    | 20:00 | Juan Carlos Pradera | 03:57  |
| Día 1 | TC7   | Puente Linares-Bande    | 12 km     | 20:30 | Marc Etchebers      | 07:35  |
| Día 2 | TC8   | Alto de Castro de Beiro | 6 km      | 00:15 | Marc Etchebers      | 04:01  |
| Día 2 | TC9   | Cea-Carballiño          | 4 km      | 00:41 | Marc Etchebers      | 02:41  |
| Día 2 | TC10  | Avión-Beiro             | 11,5 km   | 01:30 | Antonio Zanini      | 09:07  |
| Día 2 | TC11  | Carballiño-Cea          | 4 km      | 02:25 | Juan Carlos Pradera | 02:59  |
| Día 2 | TC12  | Santa Marina-Maceda     | 10 km     | 03:05 | Juan Carlos Pradera | 06:29  |
| Día 2 | TC13  | Alto de Pardeconde      | 6,5 km    | 05:05 | Juan Carlos Pradera | 05:38  |
| Día 2 | TC14  | Regueiras-Cristosende   | 4,9 km    | 05:50 | Juan Carlos Pradera | 04:31  |
| Día 2 | TC15  | Alto de Manzaneda       | 8,5 km    | 06:40 | Marc Etchebers      | 05:47  |
| Día 2 | TC16  | Maceda-Sana Marina      | 10 km     | 10:30 | Marc Etchebers      | 05:00  |

## Clasificación final
| Pos. | Piloto              | Copiloto                  | Automóvil              | Tiempo  | Diferencia |
| ---- | ------------------- | ------------------------- | ---------------------- | ------- | ---------- |
| 1.   | Marc Etchebers      | Marie-Christine Etchebers | Porsche 911 Carrera RS | 1:18:44 | 0.0        |
| 2.   | Antonio Zanini      | Eduardo Martínez-Adam     | SEAT 1430-1600         | 1:18:59 | +0:15      |
| 3.   | Juan Carlos Pradera | Ricardo Comyn             | SEAT 1430-1800         | 1:19:59 | +1:15      |
| 4.   | Ventura             | E. Rodríguez              | SEAT 1430-1600         | 1:21:54 | +3:10      |
| 5.   | Juan Carlos Oñoro   | D. G. Valverde            | Simca 1000             | 1:22:34 | +3:50      |
| 6.   | Ferriños            | Facas                     | BMW 2002 Tii           | 1:22:47 | +4:03      |
| 7.   | Antonio Blanco      | M. González               | BMW 2002 Ti            | 1:24:54 | +6:10      |
| 8.   | Beny Fernández      | José Luis Sala            | SEAT 1430-1600         | 1:25:31 | +6:47      |
| 9.   | Enrique Fernández   | Enrique                   | SEAT 124-1600          | 1:25:37 | +6:53      |
| 10.  | Santiago Salido     | Leopoldo Marquina         | Alpine-Renault A110    | 1:27:58 | +9:14      |